# Setmana Santa Marinera

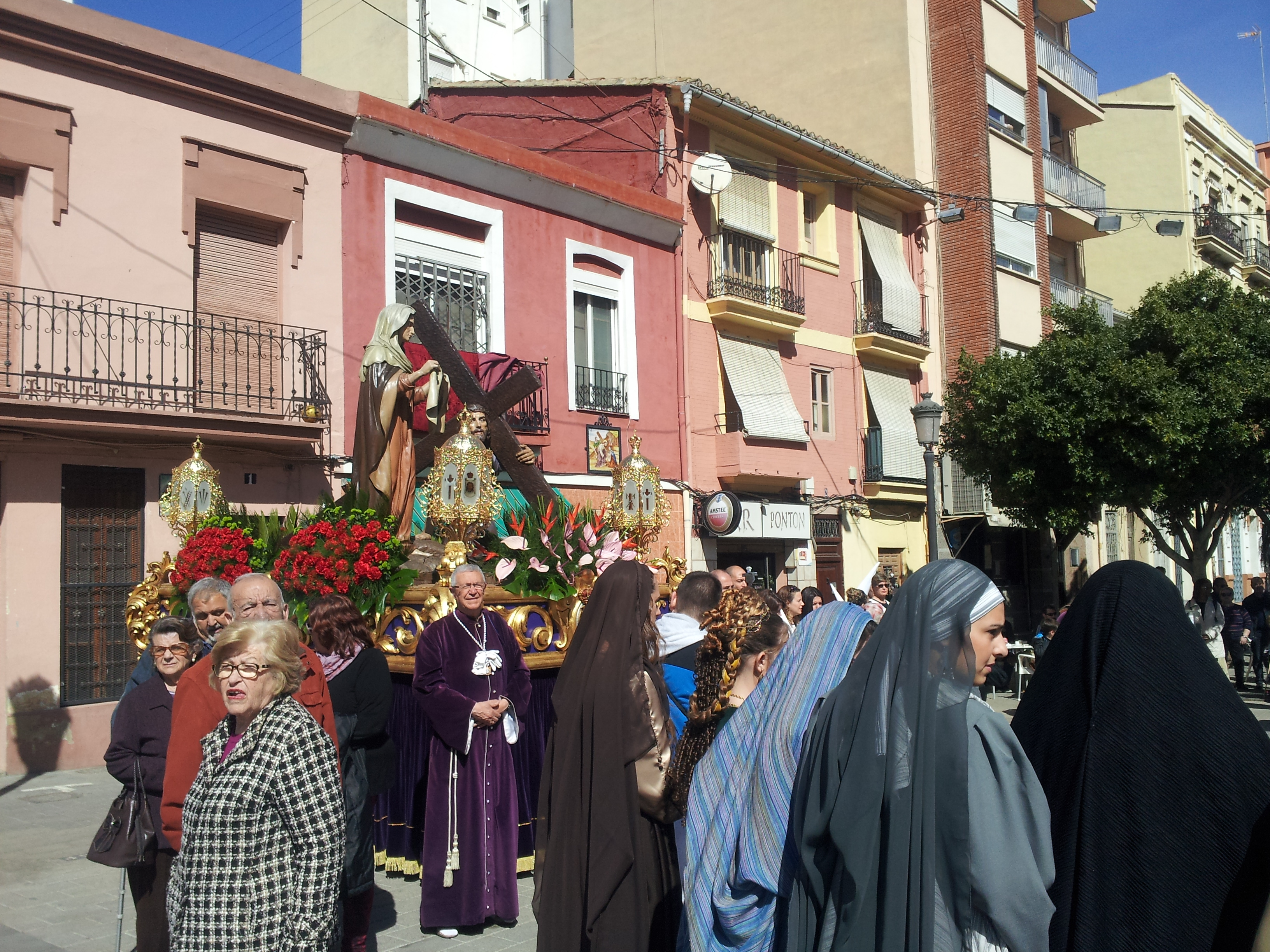
Passo de la Setmana Santa Marinera.

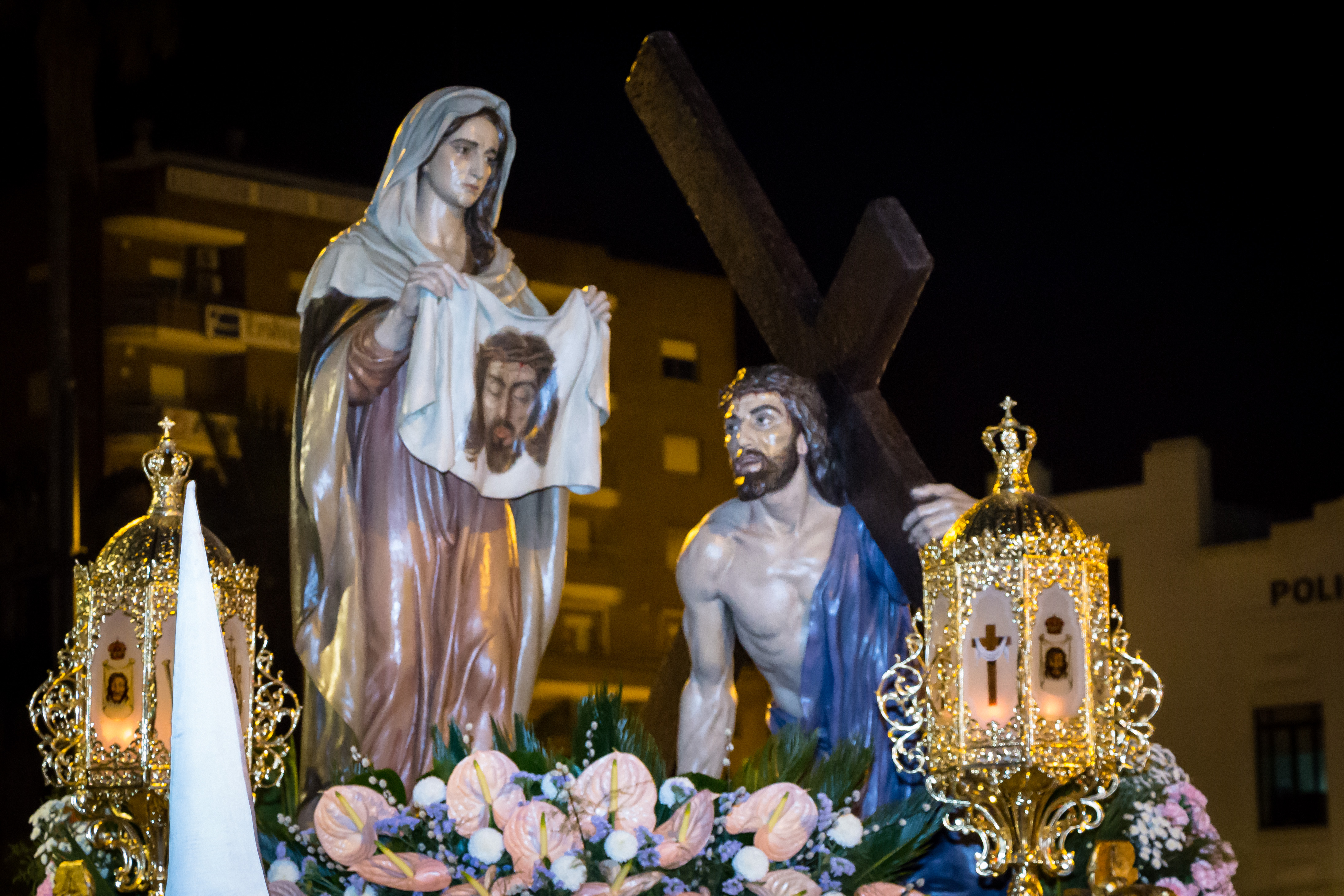
Passo de la Verònica, de Marià Benlliure.

La Setmana Santa Marinera és la celebració de la Setmana Santa en la ciutat de València, en particular al districte de Poblats Marítims, als barris del Grau, el Cabanyal i el Canyamelar. Des de 2011 és festa d'interès Turístic Nacional.

## Història
La seua celebració es remunta al segle xv. Les parròquies situades entre el port i la veïna població d'Alboraia són escenari de tradició constitueix una celebració religiosa i popular.
Van ser pescadors i mariners del Grau i el Cabanyal-Canyamelar els quals van iniciar les manifestacions públiques de fe en la Passió, Mort i Resurrecció del Senyor, d'ací el seu apel·latiu.

## Cabanyal
L'activitat tradicional per antonomàsia en el Cabanyal és la celebració de la Setmana Santa Marinera, els orígens de la qual es remunten al segle xv, quan es crea una agrupació anomenada la "Concòrdia dels Disciplinats" o Concòrdia dels que fan disciplina, de la qual va ser prior sant Vicent Ferrer. A partir d'ací no es té cap tipus d'arxiu, perquè els arxius parroquials i els del mateix arquebisbat van ser destruïts durant la Guerra Civil. Per tant, s'han hagut de reconstruir els fets basant-se en fragments dispersos que han anat recomponent la història de la Setmana Santa Marinera.
Així doncs, entrem en el segle xx amb una fesomia molt peculiar de la Setmana Santa Marinera. Hi havia en les tres parròquies corporacions de Sajos que rendeixen culte a Jesús Natzaré amb la creu al llom; corporacions de Granaders dedicades al culte de la Santíssima Verge, bé en la seua advocació dels Dolors, bé en la de la Soledat; i les confraries de Penitents, a València anomenades de "Vestes" en al·lusió al capirot tradicional que porten en Setmana Santa. Existeixen d'estes últimes la Confraria del Santíssim Crist del Salvador en els Àngels, la Confraria del Santíssim Crist del Bon Encert en el Roser i la Confraria del Santíssim Crist de la Concòrdia en Santa Maria.
La renovació de tot açò es produeix a la dècada dels vint de 1900. Un grup de devots crea el 1924 la Germandat de la Santa Faç a la Parròquia de la Mare de Déu del Roser, i a ells correspon el mite d'haver introduït un nou element de culte, trencant amb la uniformitat de les imatges, perquè, al Natzaré i a la Dolorosa, afegí el grup del Pas de la Verònica, que constava de cinc figures. D'altra banda modificà el vestuari, dotant-lo de teles més riques (setí, seda i vellut) que, a poc a poc, va anar assumint la resta; en tercer lloc, acabà amb la concepció de Setmana Santa Marinera integrada per Granaders, Sajos i Vestes, donant pas a una etapa de creació de noves Germandats que transformarà el panorama de les processons.
El 1948, la comitiva de la Setmana Santa que venia des del Cabanyal fins al Grau arribava fins a la part de darrere de Santa Maria del Mar pel carrer del Crist del Grau i es dissolia en aqueixa zona al costat de l'església, a l'avinguda del Port.
Després de 40 anys, només es tornaren a processionar les antigues germandats del nostre Pare Jesús Natzarè, la Pontifícia i Reial Germandat del Crist de la Concòrdia i els Granaders de Santa Maria del Mar, a la qual es va afegir una nova germandat: la de Jesús de Medinaceli.

## Cofradies i germanors
La Setmana Santa Marinera compta amb 28 cofradies, germanors i corporacions, de les quals tres ostenten el títol de Reial:
- Corporació de Sayones.
- Germanor del Sant Calze.
- Cofradia de l'Oració en l'Hort.
- Cofradia de Jesús en la Columna.
- Cofradia del Jesús de Medinacelli.
- Corporació de Pretorians.
- Corporació de Longinos.
- Reial Germanor de Jesús amb la Creu.
- Germanor de la Santa Trobada.
- Reial Germanor de la Santa Faç.
- Germanor del nostre Pare Jesús el Natzarè.
- Germanor de la Crucifixió.
- Germanor de la Mort i Resurrecció.
- Germanor del Crist dels Afligits.
- Germanor del Crist del Perdó.
- Germanor del Crist del Salvador.
- Germanor del Crist del Bon Encert.
- Reial Germanor del Crist de la Concòrdia.
- Germanor del Salvador i l'Empara.
- Cofradia del Crist de la Bona Mort.
- Germanor del despreniment.
- Germanor de María Santíssima de les Angoixes.
- Cofradia de Granaders del Grau.
- Cofradia de Granaders del Cabanyal.
- Cofradia de Granaders del Canyamelar.
- Germanor del Silenci i la Vera Cruz.
- Germanor del Sant Sepulcre.

## Principals processons

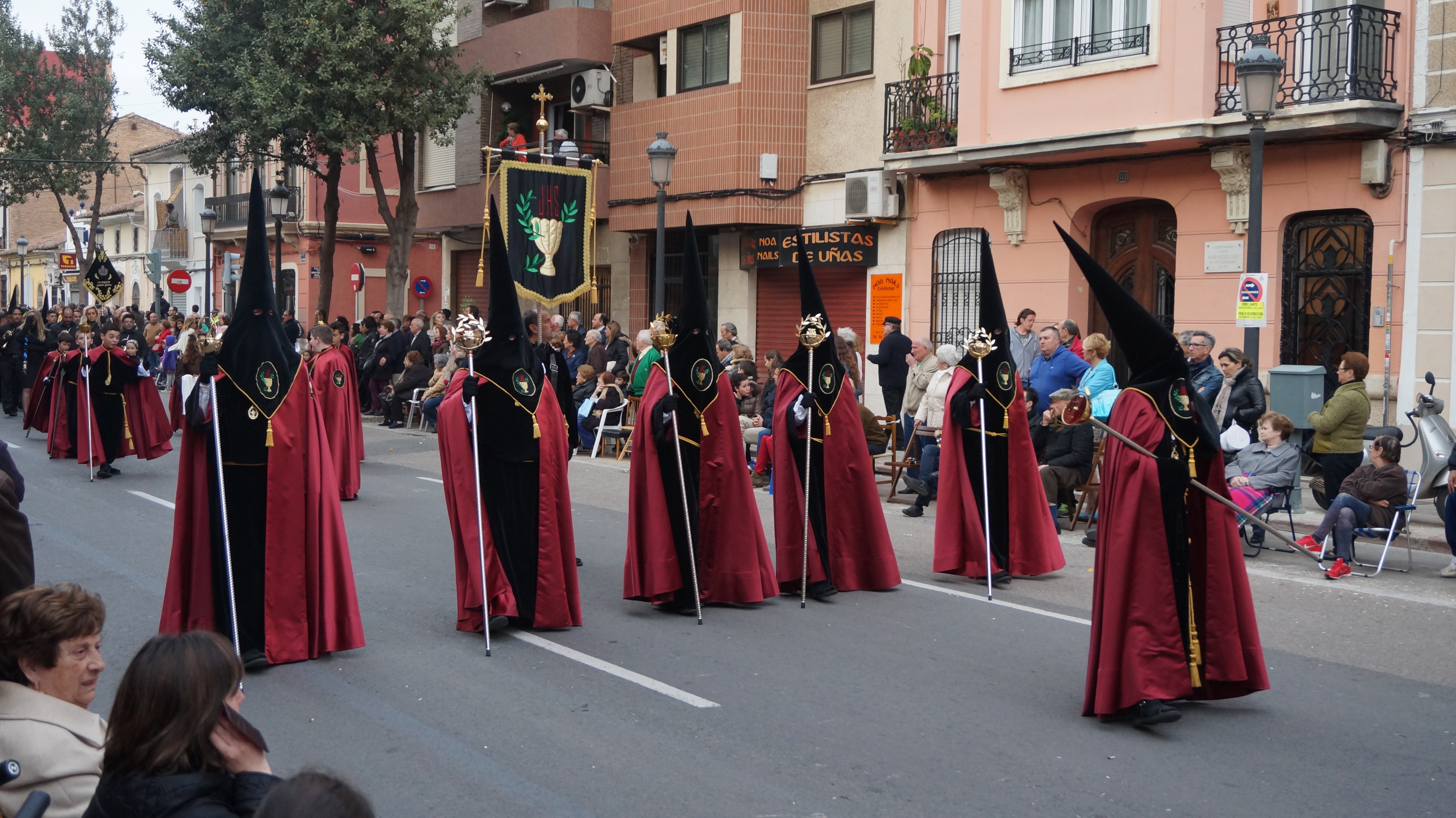
Sant Soterrament, el Divendres Sant.

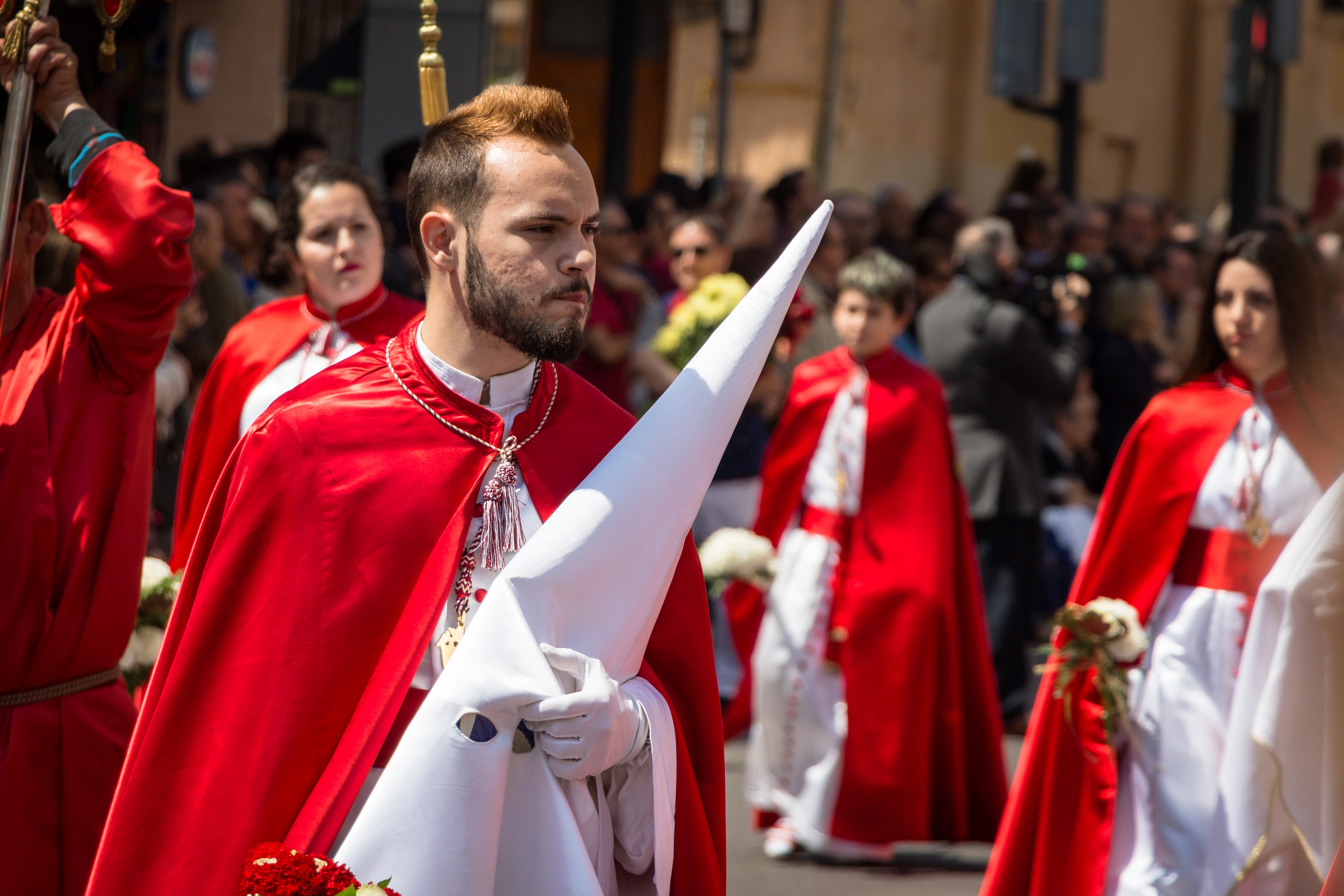
La Desfilada, el Diumenge de Resurrecció.

Entre els nombrosos actes de la Setmana Santa Marinera, tres processons destaquen sobre les altres:
- Visita als monuments, el Dijous Sant. Es coneix a aquesta processó també com la tamborada, per participar només tambors en les bandes que acompanyen a Germanors i Cofradies.

- L'últim sopar, acte que se celebra en el mateix Dijous i és la commemoració del sopar de Jesús amb els seus deixebles abans del prendiment. És el dia que es visiten les cases a les quals es guarden imatges tradicionals (vegeu apartat corresponent), de manera que aquestes cases queden convertides en capelles.

- Sant Soterrament, el Divendres Sant. Es tracta de l'acte culminant d'aquesta commemoració religiosa, al qual predomina el silenci i el recolliment, juntament amb el sentiment religiós. Els cofrades porten roba fosca com a manifest de dol.

- La Desfilada, el Diumenge de Resurrecció. Acte colorista, únic al món, l'alegria de la Resurrecció s'expressa en un pas multicolor al qual els ressuscitats contemplen el pas de les germanors sense imatges. Està documentat des del 1928. A més es produeixen trobades d'imatges des de primeres hores del matí.[5]

## Imatges a les cases
Entre les tradicions diferencials de la Setmana Santa Marinera destaca el fet que existeixen 18 imatges devotes que es troben a les Germanors o Cofradies, a locals parroquials o de Falles i fins i tot a cases particulars. Aquests locals i cases esdevenen en capelles durant la commemoració de la Setmana Santa, en particular al Dijous Sant; és el que es coneix com la visita als monuments. Cal no confondre aquestes imatges amb les relíquies que representen i que no es troben allí. Aquestes imatges són:
1. Columna. Carrer del Comte d'Almenara, 28 (salons parroquials).
2. La Dolorosa del Grau. Carrer d'Ernesto Anastasio 16, baix.
3. Ecce-Homo. Carrer de Vicente Ballester 23, baix.
4. Sant Calze. Carrer de Vicente Brull 93, baix (local de la germanor del seu nom).
5. Salvador i Empara. Carrer de José Benlliure 157.
6. Crist dels Afligits. Carrer d'Escalant 39 (local de la Cofradia dels Granaders de la Solitud).
7. Crist del Bon Encert. Carrer del Progrés 104 (locals de la Falla Progrés-Marina).
8. Natzarè de la Santa Trobada. Carrer de la Barraca 86, baix.
9. Natzarè. Carrer de Francisco Baldomar 84 (locals de la Falla Justo Vilar - Mercat del Cabanyal).
10. Crist Jacent al Sant Sepulcre. Carrer d'Escalant 49, baix.
11. Nazareno dels Longinos. Carrer del Progrés 300, baix.
12. Crist del Perdó. Carrer de l'Arquebisbe Company 52, baix.
13. El Salvador. Carrer del Pintor Ferrandis 25.
14. Jesús amb la Creu. Carrer de l'Arquebisbe Company 25, baix.
15. Lignum Crucis. Carrer de Felipe Vives de Camañas 61, baix.
16. Soledad del Canyamelar. Carrer d'Escalant 39.
17. Dolorosa. Carrer de Nicolau de Monsoriu 21, baix.
18. Maria de les Angoixes. Carrer de la Barraca 141, baix.